# País Toma
El país Toma és una regió de Guinea al sud del naixement del riu Milo; se situa al sud de les muntanyes Toukoro (que donen nom a la regió del naixement del riu) i al sud-oest de Gankouna (que estava a al sud-est del Toukoro). El país estava cobert de grans boscos amb poblats construïts a les clarianes defensats per diversos rangs de proteccions. Les muntanyes Yukkak eren part d'aquest territori.
El 1893 Samori Turé no va aconseguir dominar les tates de Toma i es va haver d'enfrontar a la resistència dels habitants, que van buscar l'aliança francesa; d'altra banda tampoc va poder enllaçar amb les forces de Bilali que operavan a les terres a l'oest del Toma, per la rapidesa amb la que el capità francès Briquelot el va foragitar. Samori es va veure obligat a concentrar les seves forces al Konafadié, a l'est del Sankaran.